# Сяпся (посёлок)
Ся́пся (карел. Säpsü) — посёлок в составе Эссойльского сельского поселения Пряжинского национального района Республики Карелия.

## Общие сведения
Расположен на восточном берегу озера Сямозеро, в истоке реки Сяпся.

## Достопримечательности

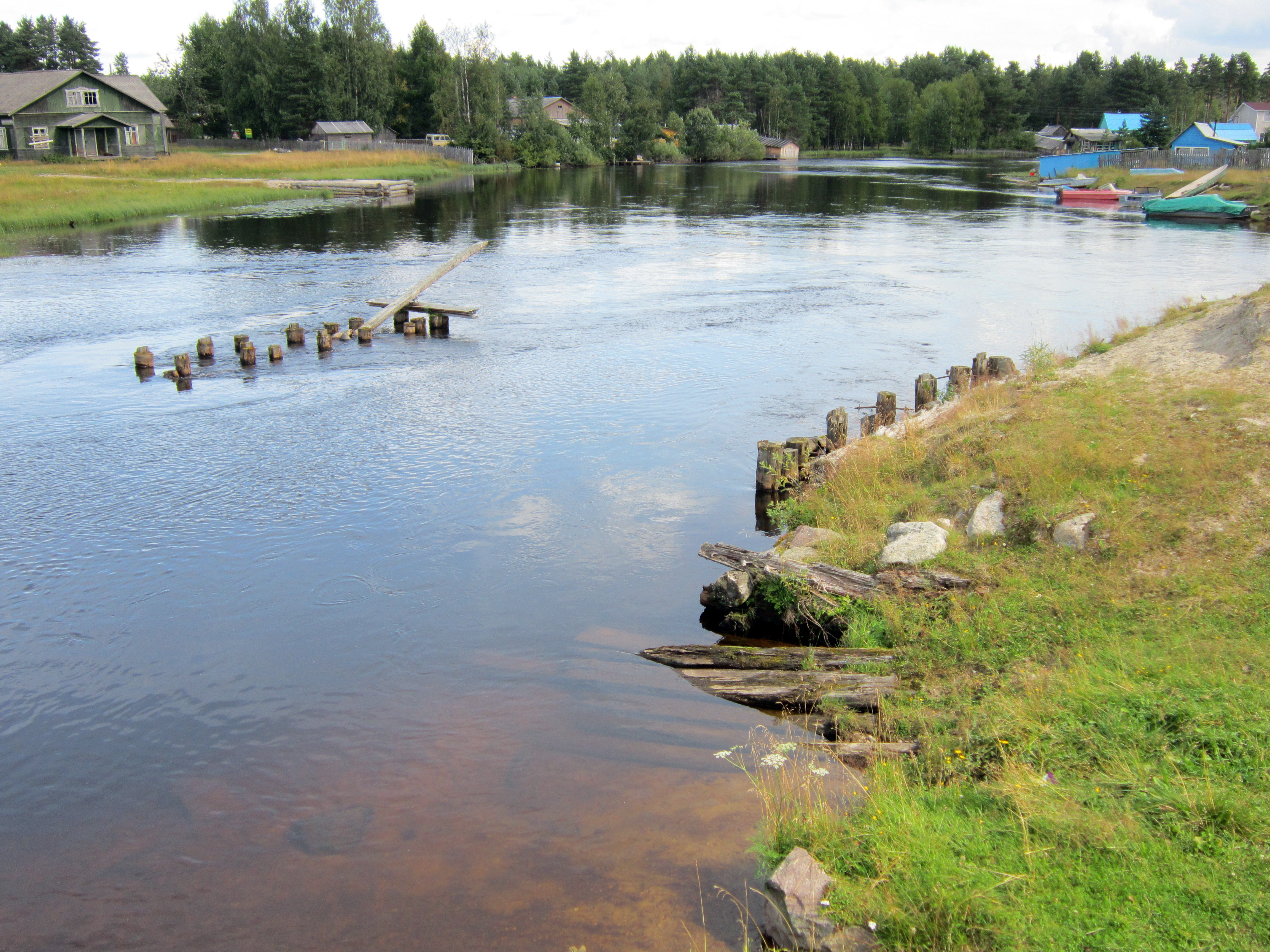

В 2010 году построена часовня Рождества Христова
В 2021 году по «Программе поддержки местных инициатив», жители совместно с администрациями Республики и поселения установили памятник «Участникам войны и труженикам тыла в Великой Отечественной войне»

## Население
Численность населения в 1989 году составляла 755 человек, в 2002 году — 527 человек.
| 2002 | 2009 | 2010 | 2013 |
| ---- | ---- | ---- | ---- |
| 527  | ↘435 | ↘330 | ↗338 |

## Улицы
- ул. 1 Мая
- ул. Васильковая
- ул. Гористая
- пер. Дачный
- ул. Лесная
- ул. Луговая
- ул. Проектируемая
- ул. Речная
- ул. Ягодная